# Phygadeuon niger
Phygadeuon niger är en stekelart som först beskrevs av William Harris Ashmead 1899.  Phygadeuon niger ingår i släktet Phygadeuon och familjen brokparasitsteklar. Inga underarter finns listade i Catalogue of Life.